# Olimpíada de ajedrez de 1978
La XXIII Olimpiada de Ajedrez se llevó a cabo del 25 de octubre al 12 de noviembre de 1978 en la capital argentina, Buenos Aires. Después de la Olimpíada de Ajedrez en 1939, fue la segunda Olimpiada de Ajedrez en América del Sur y la tercera en América después de la Olimpíada de Ajedrez de 1966 en La Habana. La Olimpiada incluyó un torneo abierto y un torneo femenino, así como varios otros eventos diseñados para promover el juego de ajedrez. Se jugó en las adiciones bajo la tribuna del estadio de River Plate.
Después del boicot de dos años antes los países del bloque del este regresaron, incluido el equipo soviético como gran favorito, que finalmente solo obtuvo la medalla de plata. Hungría, liderada por Lajos Portisch, causó una gran sorpresa al ganar las medallas de oro por un punto. Estados Unidos logró el bronce.

## Organización
El jefe de la organización del torneo fue Rodolfo Zanlungo, mientras que Héctor Rossetto actuó como director del torneo. El árbitro fue Paul Klein de Ecuador.
Inicialmente, se les dio a los jugadores dos horas y media para cuarenta movimientos y luego una hora por cada dieciséis movimientos adicionales.

## Torneo abierto

### Condiciones generales
66 equipos con un total de 388 ajedrecistas participaron en la Olimpiada de Ajedrez. Argentina usó el derecho exclusivo de anfitrión para participar con dos equipos. A cada equipo se le permitió constar de hasta siete jugadores. Ocho países hicieron su debut en estos Juegos Olímpicos, incluida China, un equipo de clase mundial posterior. Otros recién llegados fueron Guyana, Zaire, los Emiratos Unidos, Jamaica, Libia, Sri Lanka y Mauritania.
Los equipos compitieron entre sí con cuatro jugadores cada uno más dos reservas, y los emparejamientos se sortearon según el sistema suizo. Para la clasificación final, los puntos del tablero, los puntos Buchholz y finalmente los puntos del equipo fueron decisivos en este orden.
Se jugaron 1848 partidas. Dado que solo dos jugadores filipinos habían aparecido para la primera ronda contra Andorra, las otras dos partidas de este encuentro se decidieron sin jugar.

### Tabla de clasificación final
| #  | País                                 | Jugadores                                                                                                  | Elo promedio | Puntos | Buchholz |
| -- | ------------------------------------ | --- | ------------ | ------ | -------- |
| 1  | Hungría                              | Portisch, Ribli, Sax, Adorján, Csom, Vadász                                                                | 2570         | 37     |          |
| 2  | Unión Soviética                      | Spassky, Petrosian, Polugaevsky, Gulko, Romanishin, Vaganian                                               | 2620         | 36     |          |
| 3  | Estados Unidos                       | Kavalek, Browne, Lein, Byrne, Tarjan, Lombardy                                                             | 2553         | 35     |          |
| 4  | Alemania Occidental                  | Hübner, Unzicker, Pfleger, Darga, Hecht, Borik                                                             | 2540         | 33     |          |
| 5  | Israel                               | Dzindzichashvili, Liberzon, Kagan, Bleiman, Birnboim, Gruenfeld                                            | 2509         | 32½    | 442.5    |
| 6  | Rumania                              | Gheorghiu, Ciocâltea, Ghițescu, Suba, Ghindǎ, Troianescu                                                   | 2468         | 32½    | 422.5    |
| 7  | Dinamarca                            | Hamann, Jakobsen, Kristiansen, Fedder, Høi, Blom                                                           | 2416         | 32     | 440.5    |
| 8  | Polonia                              | Schmidt, Kuligowski, Sznapik, Adamski, Pytel, Filipowicz                                                   | 2449         | 32     | 437.0    |
| 9  | España                               | Díez del Corral, Pomar, Calvo, Bellón López, Sanz Alonso, Rivas Pastor                                     | 2429         | 32     | 430.5    |
| 10 | Suiza                                | Korchnoi, Hug, Lombard, Wirthensohn, Huss, Bhend                                                           | 2484         | 32     | 426.0    |
| 11 | Canadá                               | Hébert, Biyiasas, Day, Piasetski, Nickoloff, Coudari                                                       | 2388         | 32     | 422.5    |
| 12 | Inglaterra                           | Miles, Stean, Keene, Hartston, Mestel, Nunn                                                                | 2508         | 31½    | 452.5    |
| 13 | Bulgaria                             | Radulov, Ermenkov, Tringov, Padevsky, Spasov, Inkiov                                                       | 2486         | 31½    | 437.0    |
| 14 | Países Bajos                         | Timman, Sosonko, Donner, Ree, Ligterink, Langeweg                                                          | 2538         | 31½    | 432.5    |
| 15 | Yugoslavia                           | Gligorić, Ljubojević, Matanović, Ivkov, Velimirović, Parma                                                 | 2558         | 31     | 438.0    |
| 16 | Suecia                               | Andersson, Ornstein, Schneider, Kaiszauri, Schüssler, Wedberg                                              | 2453         | 31     | 437.5    |
| 17 | Argentina                            | Emma, Bronstein, Hase, Cámpora, Szmetan, Grinberg                                                          | 2409         | 31     | 418.0    |
| 18 | Cuba                                 | García González, Hernández, Rodríguez Céspedes, Luis Vilela, García Martínez, Lebredo Zarragoitia          | 2486         | 30½    | 437.0    |
| 19 | Austria                              | Robatsch, Hölzl, Stoppel, Wittmann, Janetschek, Dür                                                        | 2389         | 30½    | 417.0    |
| 20 | China                                | Qi Jingxuan, Chen De, Liu Wenzhe, Liang Jinrong, Chang Tung Lo, Zhang Weida                                | 2273         | 30½    | 413.5    |
| 21 | México                               | Sisniega, Campos López, Villarreal, Aldrete, Escondrillas, Navarro                                         | 2361         | 30½    | 393.5    |
| 22 | Finlandia                            | Westerinen, Rantanen, Hurme, Saren, Raaste, Kivipelto                                                      | 2389         | 30     | 421.0    |
| 23 | Colombia                             | García, Gutiérrez, Rodríguez, Zapata, de Greiff, Agudelo                                                   | 2359         | 30     | 400.5    |
| 24 | Filipinas                            | Torre E., Rodríguez, Mascariñas, Bordonada, Torre V., de Guzman                                            | 2405         | 29½    | 407.0    |
| 25 | Nueva Zelanda                        | Sarapu, Chandler, Small, Stuart, Anderson, Weir                                                            | 2270         | 29½    | 396.0    |
| 26 | Indonesia                            | Suradiradja, Ardiansyah, Bachtiar, Wotulo, Sampouw, Kileng                                                 | 2346         | 29½    | 394.0    |
| 27 | Brasil                               | Trois, van Riemsdijk, Segal, Braga, Másculo, Carvalho                                                      | 2355         | 29½    | 393.5    |
| 28 | Islandia                             | Ólafsson F., Sigurjónsson, Ólafsson H., Pétursson, Árnason, Ásmundsson                                     | 2480         | 29     | 423.0    |
| 29 | Chile                                | Donoso Velasco, Frías Pablaza, Morovic, Silva Sánchez, Scholz Solís, Cifuentes Parada                      | 2395         | 29     | 417.0    |
| 30 | Australia                            | Jamieson, Fuller, Shaw, Rogers, Woodhams, Viner                                                            | 2399         | 29     | 408.0    |
| 31 | Noruega                              | Wibe, Helmers, Øgaard, Hoen, Johannessen, Heiberg                                                          | 2409         | 29     | 398.0    |
| -  | Argentina B                          | Giardelli, Seidler, Barbero, Braga, Bernat, Monier                                                         | 2329         | 28½    | 413.0    |
| 32 | Paraguay                             | Franco Ocampos, Gamarra Cáceres, Riego Prieto, Bogda, Ferreira, Ingolotti                                  | 2278         | 28½    | 411.5    |
| 33 | Escocia                              | Pritchett, Levy, Jamieson, Upton, Giulian, Reid                                                            | 2309         | 28     | 404.5    |
| 34 | Venezuela                            | Ostos, Fernández, Díaz, Gamboa, Dounia, González                                                           | 2253         | 28     | 401.5    |
| 35 | Siria                                | Arafeh, Hakki, Catalan, Khatib, Kassen M., Khattab                                                         | 2200         | 28     | 373.0    |
| 36 | Francia                              | Haïk, Giffard, Preissmann, Roos, Sellos, Letzelter                                                         | 2358         | 27½    | 425.0    |
| 37 | Uruguay                              | Estrada Degrandi, Dienavorian Lacherian, Silva Nazzari, Bademian Orchanian, Lamas Baliero, Pazdur González | 2270         | 27½    | 381.5    |
| 38 | República Dominicana                 | Gonzáles, Delgado, Álvarez, Mateo, Pérez Nivar, Liao Yuan Eu                                               | 2229         | 27½    | 380.5    |
| 39 | Sri Lanka                            | Weeramantry, Aturupane D. H. C., Goonetilleke, Parakrama                                                   | 2200         | 27½    | 373.5    |
| 40 | Hong Kong                            | Jhunjhnuwala K., Valdellon, Kan Wai Shui, Jhunjhnuwala R., Schepel, Jhunjhnuwala N.                        | 2235         | 27½    | 367.0    |
| 41 | Gales                                | Cooper, Williams, Hutchings, Jones, Trevelyan, Tyrrell                                                     | 2324         | 27     | 403.5    |
| 42 | Perú                                 | Rodríguez Vargas, González Bernal, Vásquez Horna, Vásquez, Peláez Contti, Robbiano Taboada                 | 2271         | 27     | 399.5    |
| 43 | Guyana                               | Broomes M., Broomes G., Wharton, Warsali, Brooms                                                           | 2200         | 27     | 369.0    |
| 44 | Japón                                | Takemoto, Matsumoto, Sakurai, Ozaki, Oda, Tanuma                                                           | 2200         | 27     | 359.0    |
| 45 | Luxemburgo                           | Stull, Schammo, Milbers, Kirsch, Welz, Philippe                                                            | 2219         | 27     | 353.0    |
| 46 | Islas Feroe                          | Jacobsen, Apol, Petersen, Ziska, Midjord, Durhuus                                                          | 2200         | 27     | 346.0    |
| 47 | Bélgica                              | Schumacher, Wostyn, Mollekens, Van Herck, Larsen, De Hert                                                  | 2223         | 26½    | 374.5    |
| 48 | Guatemala                            | De León, Batres, Canda, Grajeda, Garrido, Cruz Lorenzana                                                   | 2200         | 26½    | 358.0    |
| 49 | Marruecos                            | Chorfi, Al-Hamido, Arbouche, El-Amri, Khatib S., Bakali                                                    | 2200         | 26½    | 356.0    |
| 50 | Túnez                                | Bouaziz, Belkadi, Tabbane, Kchouk, Hmadi, Zargouni                                                         | 2279         | 26     | 390.0    |
| 51 | Ecuador                              | Verduga, Pazos, Salvador, Freile, Frank, Márquez                                                           | 2266         | 26     | 381.5    |
| 52 | Bolivia                              | Chávez Chávez, Zarco Castillo, Mendívil, Alborta, Orestes, Palacios Álvarez                                | 2213         | 26     | 368.0    |
| 53 | Trinidad y Tobago                    | Cecil Lee, Payne, Courtney Lee, Duchesne, Lum Tong, Chin Fong                                              | 2200         | 26     | 356.5    |
| 54 | Jordania                             | Arafat, Shoumali, Al-Mallah, Bakr, Haddad, Saqqa                                                           | 2200         | 26     | 327.5    |
| 55 | Jamaica                              | Wong S., Grant, Wong A., Powell                                                                            | 2200         | 25½    |          |
| 56 | Puerto Rico                          | Moraza Choisme, Freyre, Torres, Ochoa, Martínez Buitrago, Ferrao                                           | 2214         | 25     | 373.0    |
| 57 | Malasia                              | Tan Bian Huat, Woo Beng Keong, Hon Kah Seng, Liew Chee Meng, Foo Lum Choon, How                            | 2200         | 25     | 365.5    |
| 58 | Libia                                | Shabsh Abdulatif, El-Ageli, Tawengi, Isgeta, Talha, Aburziza M.                                            | 2200         | 23½    | 321.0    |
| 59 | Mauritania                           | Bouasria, Radhy Sol, El-Mokhtar, Louly, Maouloud                                                           | 2200         | 23½    | 319.5    |
| 60 | Andorra                              | Clua Ballague, Pantebre Martínez, Gómez Abad, Pantebre Martínez, Fité Barris, Vañó                         | 2200         | 22½    |          |
| 61 | Islas Vírgenes de los Estados Unidos | Van Tilbury, Hoyt, Grumer, Chiu Yum San, Hanno, John Turner                                                | 2200         | 22     |          |
| 62 | Bermuda                              | Yerbury, Radford, Harris, Chudleigh, Dill, Lattyak                                                         | 2200         | 20½    |          |
| 63 | Zaire                                | De Vries, Ciezkowski, Merali, Biringanine                                                                  | 2200         | 16     |          |
| 64 | Emiratos Árabes Unidos               | Hassan, Saleh, Abdulghafour, Abdul Rahman, Al-Kaitoob, Zainal                                              | 2200         | 12½    | 328.5    |
| 65 | Islas Vírgenes Británicas            | Hook, Georges, Pickering, Campbell, Downing                                                                | 2213         | 12½    | 327.5    |

### Clasificación por rondas
Los puntajes para definir la clasificación final (#) fueron:
- BP (suma de puntos por tablero)
- TP (suma de puntos de equipos)

| #  | Equipo                               | Código | BP  | TP | +  | = | -  | 1      | 2       | 3       | 4      | 5       | 6      | 7      | 8      | 9       | 10     | 11     | 12      | 13      | 14      |
| -- | ------------------------------------ | ------ | --- | -- | -- | - | -- | ------ | ------- | ------- | ------ | ------- | ------ | ------ | ------ | ------- | ------ | ------ | ------- | ------- | ------- |
| 1  | Hungría                              | HUN    | 37  | 23 | 10 | 3 | 1  | SCO 3½ | POL 3   | NED 3   | ESP 2½ | USA 2   | URS 1½ | DEN 2  | ENG 3  | BUL 2½  | GER 2  | ISL 3  | SWE 3½  | ISR 2½  | YUG 3   |
| 2  | Unión Soviética                      | URS    | 36  | 23 | 10 | 3 | 1  | WLS 3  | ARG2 3½ | ROM 3   | CUB 3  | ENG 2   | HUN 2½ | BUL 2½ | USA 3  | GER 1½  | ISR 2  | SWE 2  | POL 2½  | CAN 3   | NED 2½  |
| 3  | Estados Unidos                       | USA    | 35  | 23 | 10 | 3 | 1  | PAR 3  | AUT 2½  | CAN 3   | AUS 3  | HUN 2   | ENG 2½ | YUG 2½ | URS 1  | DEN 4   | CUB 2½ | GER 2½ | ISR 2½  | POL 2   | SUI 2   |
| 4  | Alemania Occidental                  | GER    | 33  | 17 | 6  | 5 | 3  | NZL 4  | CHI 2½  | CUB 1   | FIN 3  | DEN 1½  | SWE 2  | WLS 4  | ARG 3  | URS 2½  | HUN 2  | USA 1½ | YUG 2   | ENG 2   | ISR 2   |
| 5  | Israel                               | ISR    | 32½ | 18 | 7  | 4 | 3  | ECU 4  | BRA 2½  | ESP 1   | CAN 2½ | PHI 2   | FRA 2½ | ROM 2  | FIN 3  | POL 2½  | URS 2  | CUB 3½ | USA 1½  | HUN 1½  | GER 2   |
| 6  | Rumania                              | ROM    | 32½ | 16 | 6  | 4 | 4  | PUR 4  | CAN 1½  | URS 1   | INA 1½ | CHN 2½  | TUN 4  | ISR 2  | BUL 2  | FRA 2   | ARG2 3 | YUG 1½ | ISL 3   | ESP 2   | ENG 2½  |
| 7  | Dinamarca                            | DEN    | 32  | 20 | 8  | 4 | 2  | JPN 3  | MEX 2½  | COL 3   | YUG 2  | GER 2½  | CAN 3½ | HUN 2  | CUB 2  | USA 0   | SUI 2½ | ENG 1  | CHI 3½  | BUL 2   | AUT 2½  |
| 8  | Polonia                              | POL    | 32  | 17 | 7  | 3 | 4  | MAS 3½ | HUN 1   | HKG 2½  | BRA 4  | SWE 2½  | PHI 2  | ENG 2½ | YUG 1½ | ISR 1½  | FRA 3  | ESP 2½ | URS 1½  | USA 2   | CAN 2   |
| 9  | España                               | ESP    | 32  | 15 | 6  | 3 | 5  | GUA 4  | VEN 2½  | ISR 3   | HUN 1½ | BUL 1½  | FIN 2  | FRA 1½ | AUS 3½ | SUI 1½  | AUT 3  | POL 1½ | CUB 2   | ROM 2   | SWE 2½  |
| 10 | Suiza                                | SUI    | 32  | 19 | 8  | 3 | 3  | BEL 3  | FRA 1½  | MEX 2½  | CHN 2½ | CHI 3½  | YUG 1  | BRA 2½ | SWE 2  | ESP 2½  | DEN 1½ | PHI 3  | ENG 2   | AUT 2½  | USA 2   |
| 11 | Canadá                               | CAN    | 32  | 16 | 7  | 2 | 5  | LBA 4  | ROM 2½  | USA 1   | ISR 1½ | SCO 3½  | DEN ½  | DOM 3½ | CHI 2  | ENG 1   | PER 3  | PAR 2½ | FRA 4   | URS 1   | POL 2   |
| 12 | Inglaterra                           | ENG    | 31½ | 15 | 6  | 3 | 5  | DOM 4  | COL 3½  | ARG 2½  | BUL 2½ | URS 2   | USA 1½ | POL 1½ | HUN 1  | CAN 3   | SWE 1½ | DEN 3  | SUI 2   | GER 2   | ROM 1½  |
| 13 | Bulgaria                             | BUL    | 31½ | 16 | 7  | 2 | 5  | LUX 4  | INA 3   | FRA 2½  | ENG 1½ | ESP 2½  | CUB 3  | URS 1½ | ROM 2  | HUN 1½  | ISL 1  | ARG 3  | NED 1½  | DEN 2   | FIN 2½  |
| 14 | Países Bajos                         | NED    | 31½ | 17 | 7  | 3 | 4  | URU 4  | FIN 3   | HUN 1   | ARG 2½ | CUB 1   | COL 2  | SWE 1½ | CHN 2  | PAR 2½  | BRA 3  | ARG2 3 | BUL 2½  | YUG 2   | URS 1½  |
| 15 | Yugoslavia                           | YUG    | 31  | 18 | 7  | 4 | 3  | TUN 3½ | AUS 2½  | NOR 2½  | DEN 2  | FRA 2   | SUI 3  | USA 1½ | POL 2½ | CUB 1½  | ARG 2½ | ROM 2½ | GER 2   | NED 2   | HUN 1   |
| 16 | Suecia                               | SWE    | 31  | 17 | 7  | 3 | 4  | HKG 3  | NOR 1½  | BEL 3½  | CHI 2½ | POL 1½  | GER 2  | NED 2½ | SUI 2  | CHN 3½  | ENG 2½ | URS 2  | HUN ½   | FIN 2½  | ESP 1½  |
| 17 | Argentina                            | ARG    | 31  | 16 | 8  | 0 | 6  | BOL 3  | CHN 3½  | ENG 1½  | NED 1½ | COL 2½  | INA 3  | ISL 2½ | GER 1  | PER 3   | YUG 1½ | BUL 1  | AUT 1   | NOR 2½  | VEN 3½  |
| 18 | Cuba                                 | CUB    | 30½ | 17 | 7  | 3 | 4  | PER 2½ | MAR 4   | GER 3   | URS 1  | NED 3   | BUL 1  | PHI 3  | DEN 2  | YUG 2½  | USA 1½ | ISR ½  | ESP 2   | ISL 2½  | CHN 2   |
| 19 | Austria                              | AUT    | 30½ | 15 | 7  | 1 | 6  | GUY 2½ | USA 1½  | SCO 2½  | NZL 1½ | PAR 2   | CHN ½  | HKG 3  | MAS 3½ | AUS 4   | ESP 1  | FIN 2½ | ARG 3   | SUI 1½  | DEN 1½  |
| 20 | China                                | CHN    | 30½ | 15 | 6  | 3 | 5  | ISL 3  | ARG ½   | DOM 3½  | SUI 1½ | ROM 1½  | AUT 3½ | FIN 2  | NED 2  | SWE ½   | VEN 1½ | TUN 2½ | SYR 2½  | ECU 4   | CUB 2   |
| 21 | México                               | MEX    | 30½ | 16 | 7  | 2 | 5  | TRI 3  | DEN 1½  | SUI 1½  | URU 3  | VEN 1½  | PAR 1  | PUR 3  | PER 1  | DOM 2½  | NOR 2  | BOL 3  | ECU 3   | COL 2   | ISL 2½  |
| 22 | Finlandia                            | FIN    | 30  | 14 | 6  | 2 | 6  | JAM 4  | NED 1   | ARG2 2½ | GER 1  | PER 3   | ESP 2  | CHN 2  | ISR 1  | NZL 3   | COL 3  | AUT 1½ | VEN 3   | SWE 1½  | BUL 1½  |
| 23 | Colombia                             | COL    | 30  | 15 | 5  | 5 | 4  | UAE 4  | ENG ½   | DEN 1   | HKG 4  | ARG 1½  | NED 2  | SCO 2½ | NOR 3  | ISL 2   | FIN 1  | CHI 2  | PHI 2½  | MEX 2   | BRA 2   |
| 24 | Filipinas                            | PHI    | 29½ | 16 | 6  | 4 | 4  | AND 2  | PER 2½  | WLS 3½  | ISL 2½ | ISR 2   | POL 2  | CUB 1  | INA 2½ | ARG2 1½ | CHI 2½ | SUI 1  | COL 1½  | SCO 3   | NZL 2   |
| 25 | Nueva Zelanda                        | NZL    | 29½ | 15 | 7  | 1 | 6  | GER 0  | SRI 3   | LUX 3½  | AUT 2½ | INA 1½  | BRA 1½ | MAS 3½ | ARG2 2 | FIN 1   | TUN 2½ | ECU 1  | JPN 3½  | PER 3   | PHI 2   |
| 26 | Indonesia                            | INA    | 29½ | 14 | 6  | 2 | 6  | ZAI 4  | BUL 1   | CHI 1½  | ROM 2½ | NZL 2½  | ARG 1  | VEN 2½ | PHI 1½ | NOR 1   | ECU 2  | SCO 1½ | GUA 4   | AUS 2   | PAR 2½  |
| 27 | Brasil                               | BRA    | 29½ | 14 | 6  | 2 | 6  | IVB 4  | ISR 1½  | VEN 2½  | POL 0  | TUN 3   | NZL 2½ | SUI 1½ | WLS 2½ | CHI 1½  | NED 1  | AUS 2  | BOL 4   | PAR 1½  | COL 2   |
| 28 | Islandia                             | ISL    | 29  | 13 | 6  | 1 | 7  | CHN 1  | JPN 4   | PAR 3   | PHI 1½ | AUS 2½  | VEN 3  | ARG 1½ | FRA 2½ | COL 2   | BUL 3  | HUN 1  | ROM 1   | CUB 1½  | MEX 1½  |
| 29 | Chile                                | CHI    | 29  | 14 | 5  | 4 | 5  | SRI 4  | GER 1½  | INA 2½  | SWE 1½ | SUI ½   | SCO 2  | JAM 4  | CAN 2  | BRA 2½  | PHI 1½ | COL 2  | DEN ½   | ARG2 2½ | AUS 2   |
| 30 | Australia                            | AUS    | 29  | 15 | 6  | 3 | 5  | ISV 3½ | YUG 1½  | FAI 3½  | USA 1  | ISL 1½  | NOR 2½ | PAR 2½ | ESP ½  | AUT 0   | SRI 4  | BRA 2  | ARG2 2½ | INA 2   | CHI 2   |
| 31 | Noruega                              | NOR    | 29  | 14 | 6  | 2 | 6  | BER 3½ | SWE 2½  | YUG 1½  | FRA 1  | ECU 3   | AUS 1½ | ARG2 2 | COL 1  | INA 3   | MEX 2  | VEN 1½ | PAR 2½  | ARG 1½  | WLS 2½  |
| -  | Argentina B                          | ARG2   | 28½ | 12 | 5  | 2 | 7  | JOR 4  | URS ½   | FIN 1½  | PAR 2  | WLS 1½  | SYR 4  | NOR 2  | NZL 3  | PHI 2½  | ROM 1  | NED 1  | AUS 1½  | CHI 1½  | FRA 2½  |
| 32 | Paraguay                             | PAR    | 28½ | 12 | 5  | 2 | 7  | USA 1  | AND 4   | ISL 1   | ARG2 2 | AUT 2   | MEX 3  | AUS 1½ | VEN 3  | NED 1½  | WLS 2½ | CAN 1½ | NOR 1½  | BRA 2½  | INA 1½  |
| 33 | Escocia                              | SCO    | 28  | 14 | 6  | 2 | 6  | HUN ½  | MAS 3½  | AUT 1½  | GUY 4  | CAN ½   | CHI 2  | COL 1½ | DOM 2  | ECU 1½  | URU 2½ | INA 2½ | WLS 2½  | PHI 1   | PER 2½  |
| 34 | Venezuela                            | VEN    | 28  | 13 | 6  | 1 | 7  | MAU 4  | ESP 1½  | BRA 1½  | ECU 2  | MEX 2½  | ISL 1  | INA 1½ | PAR 1  | PUR 3½  | CHN 2½ | NOR 2½ | FIN 1   | FRA 3   | ARG ½   |
| 35 | Siria                                | SYR    | 28  | 13 | 6  | 1 | 7  | FRA 0  | URU 1½  | BOL 2½  | BER 3½ | DOM 1½  | ARG2 0 | LUX 3  | SRI 2  | TUN 1½  | MAR 3  | PUR 3½ | CHN 1½  | WLS 1½  | TRI 3   |
| 36 | Francia                              | FRA    | 27½ | 12 | 5  | 2 | 7  | SYR 4  | SUI 2½  | BUL 1½  | NOR 3  | YUG 2   | ISR 1½ | ESP 2½ | ISL 1½ | ROM 2   | POL 1  | PER 3½ | CAN 0   | VEN 1   | ARG2 1½ |
| 37 | Uruguay                              | URU    | 27½ | 15 | 5  | 5 | 4  | NED 0  | SYR 2½  | MAU 4   | MEX 1  | BOL 2   | MAS 1  | SRI 2  | GUY 2½ | FAI 2   | SCO 1½ | GUA 2½ | DOM 2½  | TUN 2   | HKG 2   |
| 38 | República Dominicana                 | DOM    | 27½ | 14 | 5  | 4 | 5  | ENG 0  | UAE 3½  | CHN ½   | MAR 3  | SYR 2½  | BOL 3½ | CAN ½  | SCO 2  | MEX 1½  | TRI 2  | WAL 22 | URU 1½  | GUY 3   | SRI 2   |
| 39 | Sri Lanka                            | SRI    | 27½ | 13 | 3  | 7 | 4  | CHI 0  | NZL 1   | MAS 2   | GUA 1½ | AND 3½  | MAU 2  | URU 2  | SYR 2  | JAM 4   | AUS 0  | FAI 3½ | TUN 2   | LUX 2   | DOM 2   |
| 40 | Hong Kong                            | HKG    | 27½ | 12 | 5  | 2 | 7  | SWE 1  | BER 4   | POL 1½  | COL 0  | TRI 3   | JAM 1  | AUT 1  | JPN 3½ | WLS 1   | BOL 0  | UAE 4  | MAS 3½  | BEL 2   | URU 2   |
| 41 | Gales                                | WLS    | 27  | 13 | 6  | 1 | 7  | URS 1  | TRI 3   | PHI ½   | BEL 3½ | ARG2 2½ | ECU 3  | GER 0  | BRA 1½ | HKG 3   | PAR 1½ | DOM 2  | SCO 1½  | SYR 2½  | NOR 1½  |
| 42 | Perú                                 | PER    | 27  | 11 | 5  | 1 | 8  | CUB 1½ | PHI 1½  | TUN 2   | FAI 3½ | FIN 1   | PUR 2½ | GUY 3½ | MEX 3  | ARG 1   | CAN 1  | FRA ½  | TRI 3½  | NZL 1   | SCO 1½  |
| 43 | Guyana                               | GUY    | 27  | 12 | 6  | 0 | 8  | AUT 1½ | FAI ½   | AND 4   | SCO 0  | LUX 1½  | MAR 4  | PER ½  | URU 1½ | BEL 2½  | GUA 1  | JOR 2½ | BER 4   | DOM 1   | TUN 2½  |
| 44 | Japón                                | JPN    | 27  | 16 | 7  | 2 | 5  | DEN 1  | ISL 0   | ISV 2½  | TRI 2  | MAU 1   | JOR 2½ | GUA 2½ | HKG ½  | ZAI 4   | LBA 3  | LUX 2  | NZL ½   | JAM 2½  | PUR 3   |
| 45 | Luxemburgo                           | LUX    | 27  | 15 | 6  | 3 | 5  | BUL 0  | ZAI 3   | NZL ½   | JAM 2  | GUY 2½  | FAI 1  | SYR 1  | MAR 2½ | AND 3   | JOR 2½ | JPN 2  | BEL 1½  | SRI 2   | IVB 3½  |
| 46 | Islas Feroe                          | FAI    | 27  | 12 | 5  | 2 | 7  | MAR 2  | GUY 3½  | AUS ½   | PER ½  | MAS 1   | LUX 3  | BEL 2½ | ECU 1½ | URU 2   | PUR 1½ | SRI ½  | IVB 4   | LBA 1½  | ZAI 3   |
| 47 | Bélgica                              | BEL    | 26½ | 12 | 4  | 4 | 6  | SUI 1  | BOL 3   | SWE ½   | WLS ½  | MAR 1½  | BER 3½ | FAI 1½ | TRI 2  | GUY 1½  | MAS 2  | JAM 3  | LUX 2½  | HKG 2   | GUA 2   |
| 48 | Guatemala                            | GUA    | 26½ | 14 | 6  | 2 | 6  | ESP 0  | MAU 1   | LBA 2½  | SRI 2½ | PUR 1½  | TRI 2½ | JPN 1½ | JAM 2  | MAS 2½  | GUY 3  | URU 1½ | INA 0   | UAE 4   | BEL 2   |
| 49 | Marruecos                            | MAR    | 26½ | 14 | 6  | 2 | 6  | FAI 2  | CUB 0   | JAM 2½  | DOM 1  | BEL 2½  | GUY 0  | LBA 2½ | LUX 1½ | BER 3½  | SYR 1  | ZAI 4  | PUR 2½  | BOL 1½  | ECU 2   |
| 50 | Túnez                                | TUN    | 26  | 12 | 4  | 4 | 6  | YUG ½  | ISV 3   | PER 2   | JOR 4  | BRA 1   | ROM 0  | ECU 2  | BOL 2½ | SYR 2½  | NZL 1½ | CHN 1½ | SRI 2   | URU 2   | GUY 1½  |
| 51 | Ecuador                              | SCU    | 26  | 14 | 5  | 4 | 5  | ISR 0  | IVB 3   | PUR 4   | VEN 2  | NOR 1   | WLS 1  | TUN 2  | FAI 2½ | SCO 2½  | INA 2  | NZL 3  | MEX 1   | CHN 0   | MAR 2   |
| 52 | Bolivia                              | BOL    | 26  | 12 | 5  | 2 | 7  | ARG 1  | BEL 1   | SYR 1½  | UAE 4  | URU 2   | DOM ½  | MAU 2½ | TUN 1½ | TRI 2½  | HKG 4  | MEX 1  | BRA 0   | MAR 2½  | JAM 2   |
| 53 | Trinidad y Tobago                    | TRI    | 26  | 10 | 3  | 4 | 7  | MEX 1  | WLS 1   | JOR 2   | JPN 2  | HKG 1   | GUA 1½ | ISV 3½ | BEL 2  | BOL 1½  | DOM 2  | AND 3½ | PER ½   | IVB 3½  | SYR 1   |
| 54 | Jordania                             | BOL    | 26  | 14 | 5  | 4 | 5  | ARG2 0 | JAM 2   | TRI 2   | TUN 0  | BER 2½  | JPN 1½ | IVB 2½ | AND 2  | MAU 3½  | LUX 1½ | GUY 1½ | LBA 2½  | ZAI 2   | ISV 2½  |
| 55 | Jamaica                              | JAM    | 25½ | 12 | 4  | 4 | 6  | FIN 0  | JOR 2   | MAR 1½  | LUX 2  | ZAI 3½  | HKG 3  | CHI 0  | GUA 2  | SRI 0   | IVB 3½ | BEL 1  | UAE 3½  | JPN 1½  | BOL 2   |
| 56 | Puerto Rico                          | PUR    | 25  | 12 | 6  | 0 | 8  | ROM 0  | LBA 3   | ECU 0   | ISV 4  | GUA 2½  | PER 1½ | MEX 1  | MAU 4  | VEN ½   | FAI 2½ | SYR ½  | MAR 1½  | MAS 3   | JPN 1   |
| 57 | Malasia                              | MAS    | 25  | 12 | 5  | 2 | 7  | POL ½  | SCO ½   | SRI 2   | LBA 3½ | FAI 3   | URU 3  | NZL ½  | AUT ½  | GUA 1½  | BEL 2  | ISV 3  | HKG ½   | PUR 1   | UAE 3½  |
| 58 | Libia                                | LBA    | 23½ | 10 | 4  | 2 | 8  | CAN 0  | PUR 1   | GUA 1½  | MAS ½  | ISV 2   | ZAI 2  | MAR 1½ | IVB 2½ | UAE 3½  | JPN 1  | BER 1½ | JOR 1½  | FAI 2½  | AND 2½  |
| 59 | Mauritania                           | MAU    | 23½ | 13 | 5  | 3 | 6  | VEN 0  | GUA 3   | URU 0   | AND 2½ | JPN 3   | SRI 2  | BOL 1½ | PUR 0  | JOR ½   | UAE 2  | IVB 3  | ZAI 3   | ISV 1   | BER 2   |
| 60 | Andorra                              | AND    | 22½ | 10 | 3  | 4 | 7  | PHI 2  | PAR 0   | GUY 0   | MAU 1½ | SRI ½   | IVB 3  | UAE 3½ | JOR 2  | LUX 1   | ZAI 3  | TRI ½  | ISV 2   | BER 2   | LBA 1½  |
| 61 | Islas Vírgenes de los Estados Unidos | ISV    | 22  | 09 | 3  | 3 | 8  | AUS ½  | TUN 1   | JPN 1½  | PUR 0  | LBA 2   | UAE 3  | TRI ½  | ZAI 2½ | IVB 2   | BER 1½ | MAS 1  | AND 2   | MAU 3   | JOR 1½  |
| 62 | Bermuda                              | BER    | 20½ | 11 | 4  | 3 | 7  | NOR ½  | HKG 0   | IVB 3½  | SYR ½  | JOR 1½  | BEL ½  | ZAI 2  | UAE 2½ | MAR ½   | ISV 2½ | LBA 2½ | GUY 0   | AND 2   | MAU 2   |
| 63 | Zaire                                | ZAI    | 16  | 05 | 1  | 3 | 10 | INA 0  | LUX 1   | UAE 1   | IVB 3  | JAM ½   | LBA 2  | BER 2  | ISV 1½ | JPN 0   | AND 1  | MAR 0  | MAU 1   | JOR 2   | FAI 1   |
| 64 | Emiratos Árabes Unidos               | UAE    | 12½ | 05 | 2  | 1 | 11 | COL 0  | DOM ½   | ZAI 3   | BOL 0  | IVB 2½  | ISV 1  | AND ½  | BER 1½ | LBA ½   | MAU 2  | HKG 0  | JAM ½   | GUA 0   | MAS ½   |
| 65 | Islas Vírgenes Británicas            | IVB    | 12½ | 01 | 0  | 1 | 13 | BRA 0  | ECU 1   | BER ½   | ZAI 1  | UAE 1½  | AND 1  | JOR 1½ | LBA 1½ | ISV 2   | JAM ½  | MAU 1  | FAI 0   | TRI ½   | LUX ½   |

### Medallas individuales
- Tablero 1:  Viktor Korchnoi 9/11 = 81.8%
- Tablero 2:  Adam Kuligowski 10/13 = 76.9%
- Tablero 3:  Georgi Tringov 8½/11 = 77.3%
- Tablero 4:  Glenn Bordonada 7/9 = 77.8%
- Reserva 1:  James Tarjan 9½/11 = 86.4%
- Reserva 2:  John Turner 6½/7 = 92.9%

## Torneo femenino
Treinta y dos naciones participaron en la Olimpiada femenina. De cuatro grupos preliminares, los equipos se dividieron en cuatro finales. En caso de empate, el desempate se decidió primero por puntos de partido y luego mediante el sistema Sonneborn-Berger.
El equipo soviético estaba de regreso y, liderados por la recién coronada campeona mundial Maia Chiburdanidze, aseguraron las medallas de oro en una exhibición superior, así como los cuatro premios individuales del tablero. En el tablero de reserva, Elena Akhmilovskaya ganó sus diez juegos, el único puntaje perfecto en la historia de las Olimpiadas. Hungría y Alemania Occidental se llevaron la plata y el bronce, respectivamente.

### Preliminares
- Grupo 1:

| Final | País            | 1 | 2  | 3  | 4  | 5 | 6  | 7 | 8  |  | + | − | = | Puntos |
| ----- | --------------- | - | -- | -- | -- | - | -- | - | -- |  | - | - | - | ------ |
| «A»   | Unión Soviética | - | 3  | 2½ | 3  | 3 | 3  | 3 | 3  |  | 7 | 0 | 0 | 20½    |
| «A»   | Inglaterra      | 0 | -  | 1½ | 2½ | 3 | 3  | 3 | 3  |  | 5 | 1 | 1 | 16     |
| «B»   | Países Bajos    | ½ | 1½ | -  | 2½ | 2 | 3  | 2 | 2½ |  | 5 | 1 | 1 | 14     |
| «B»   | Francia         | 0 | ½  | ½  | -  | ½ | 1½ | 2 | 3  |  | 2 | 4 | 1 | 8      |
| «C»   | México          | 0 | 0  | 1  | 2½ | - | 0  | 2 | 2  |  | 3 | 4 | 0 | 7½     |
| «C»   | Finlandia       | 0 | 0  | 0  | 1½ | 3 | -  | 1 | 2  |  | 2 | 4 | 1 | 7½     |
| «D»   | Venezuela       | 0 | 0  | 1  | 1  | 1 | 2  | - | 2½ |  | 2 | 5 | 0 | 7½     |
| «D»   | Nueva Zelanda   | 0 | 0  | ½  | 0  | 1 | 1  | ½ | -  |  | 0 | 7 | 0 | 3      |

- Grupo 2:

| Final | País                | 1  | 2  | 3 | 4  | 5  | 6  | 7  | 8  |  | + | − | = | Puntos |
| ----- | ------------------- | -- | -- | - | -- | -- | -- | -- | -- |  | - | - | - | ------ |
| «A»   | Hungría             | -  | 1½ | 3 | 2½ | 3  | 3  | 3  | 3  |  | 6 | 0 | 1 | 19     |
| «A»   | Alemania Occidental | 1½ | -  | 3 | 1½ | 2  | 2½ | 3  | 2½ |  | 5 | 0 | 2 | 16     |
| «B»   | Estados Unidos      | 0  | 0  | - | 2  | 2½ | 3  | 3  | 3  |  | 5 | 2 | 0 | 13½    |
| «B»   | Argentina           | ½  | 1½ | 1 | -  | 1  | 2½ | 2½ | 3  |  | 3 | 3 | 1 | 12     |
| «C»   | Dinamarca           | 0  | 1  | ½ | 2  | -  | 2½ | 2½ | 2½ |  | 4 | 3 | 0 | 11     |
| «C»   | Escocia             | 0  | ½  | 0 | ½  | ½  | -  | 2½ | 2  |  | 2 | 5 | 0 | 6      |
| «D»   | Islandia            | 0  | 0  | 0 | ½  | ½  | ½  | -  | 3  |  | 1 | 6 | 0 | 4½     |
| «D»   | Mónaco              | 0  | ½  | 0 | 0  | ½  | 1  | 0  | -  |  | 0 | 7 | 0 | 2      |

- Grupo 3:

| Final | País       | 1  | 2  | 3  | 4  | 5  | 6  | 7  | 8  |  | + | − | = | Puntos |
| ----- | ---------- | -- | -- | -- | -- | -- | -- | -- | -- |  | - | - | - | ------ |
| «A»   | Yugoslavia | -  | 1½ | 1½ | 2  | 2½ | 2½ | 2½ | 3  |  | 5 | 0 | 2 | 15½    |
| «A»   | Polonia    | 1½ | -  | 2  | 2  | 2½ | 1½ | 2  | 3  |  | 5 | 0 | 2 | 14½    |
| «B»   | India      | 1½ | 1  | -  | 1½ | 2  | 1  | 3  | 3  |  | 3 | 2 | 2 | 13     |
| «B»   | Suecia     | 1  | 1  | 1½ | -  | 1½ | 2½ | 2  | 3  |  | 3 | 2 | 2 | 12½    |
| «C»   | Canadá     | ½  | ½  | 1  | 1½ | -  | 2½ | 1  | 2½ |  | 2 | 4 | 1 | 10     |
| «C»   | Brasil     | ½  | 1½ | 2  | ½  | ½  | -  | 1½ | 3  |  | 2 | 3 | 2 | 9½     |
| «D»   | Gales      | ½  | 1  | 0  | 1  | 2  | 1½ | -  | 1½ |  | 1 | 4 | 2 | 7½     |
| «D»   | Bolivia    | 0  | 0  | 0  | 0  | 0  | 0  | 1½ | -  |  | 0 | 6 | 1 | 1½     |

- Grupo 4:

| Final | País        | 1 | 2  | 3  | 4  | 5  | 6  | 7  | 8  |  | + | − | = | Points |
| ----- | ----------- | - | -- | -- | -- | -- | -- | -- | -- |  | - | - | - | ------ |
| «A»   | España      | - | 2  | 1  | 2  | 3  | 2½ | 3  | 3  |  | 6 | 1 | 0 | 16½    |
| «A»   | Bulgaria    | 1 | -  | 1½ | 3  | 3  | 2½ | 2½ | 3  |  | 5 | 1 | 1 | 16½    |
| «B»   | Rumania     | 2 | 1½ | -  | 1½ | 2½ | 2  | 3  | 3  |  | 5 | 0 | 2 | 15½    |
| «B»   | Australia   | 1 | 0  | 1½ | -  | 3  | 1½ | 2½ | 2½ |  | 3 | 2 | 2 | 12     |
| «C»   | Colombia    | 0 | 0  | ½  | 0  | -  | 2  | 3  | 2½ |  | 3 | 4 | 0 | 8      |
| «C»   | Japón       | ½ | ½  | 1  | 1½ | 1  | -  | 1  | 1  |  | 0 | 6 | 1 | 6½     |
| «D»   | Puerto Rico | 0 | ½  | 0  | ½  | 0  | 2  | -  | 1½ |  | 1 | 5 | 1 | 4½     |
| «D»   | Uruguay     | 0 | 0  | 0  | ½  | ½  | 2  | 1½ | -  |  | 1 | 5 | 1 | 4½     |

### Finales
| # | País                | Jugadoras                                                     | Elo promedio | Puntos | MP | S-B   |
| - | ------------------- | ------------------------------------------------------------- | ------------ | ------ | -- | ----- |
| 1 | Unión Soviética     | Chiburdanidze, Gaprindashvili, Alexandria, Akhmilovskaya      | 2370         | 16     |    |       |
| 2 | Hungría             | Verőci-Petronić, Ivánka, Makai, Kas                           | 2260         | 11     | 8  | 43.00 |
| 3 | Alemania Occidental | Laakmann, Fischdick, Hund, Weichert                           | 2143         | 11     | 8  | 37.50 |
| 4 | Yugoslavia          | Marković, Maček, Pihajlić, Prokopović                         | 2197         | 11     | 7  |       |
| 5 | Polonia             | Ereńska-Radzewska, Szmacińska, Jurczyńska, Wiese              | 2147         | 10½    |    |       |
| 6 | España              | García Vicente, Ferrer Lucas, García Padrón, Cuevas Rodríguez | 2043         | 8½     | 6  |       |
| 7 | Bulgaria            | Lemachko, Krumova, Shikova, Asenova                           | 2175         | 8½     | 4  |       |
| 8 | Inglaterra          | Miles, Jackson, Caldwell, Pritchard                           | 2130         | 7½     |    |       |
| #  | País           | Jugadoras                                  | Elo promedio | Puntos | MP |
| -- | -------------- | ------------------------------------------ | ------------ | ------ | -- |
| 9  | Suecia         | Borisova, Dahlin, Bengtsson, Cramling      | 2072         | 15     | 13 |
| 10 | Rumania        | Polihroniade, Baumstark, Mureșan, Nuțu     | 2183         | 15     | 11 |
| 11 | Países Bajos   | van der Mije, Vreeken, Van Parreren, Belle | 2140         | 10     |    |
| 12 | Argentina      | Soppe, Arias, Justo, Cazón                 | 1953         | 9½     | 7  |
| 13 | Francia        | Merlini, Tagnon, Ruck-Petit, Warkentin     | 1935         | 9½     | 4  |
| 14 | Estados Unidos | Savereide, Haring, Herstein, Teasley       | 2110         | 9      |    |
| 15 | India          | Khadilkar R., Khadilkar J., Khadilkar V.   | 1800         | 8½     |    |
| 16 | Australia      | Pope, Kellner, McGrath, Depasquale         | 1975         | 7½     |    |
| #  | País      | Jugadoras                                           | Elo promedio | Puntos | MP | S-B   |
| -- | --------- | --------------------------------------------------- | ------------ | ------ | -- | ----- |
| 17 | Dinamarca | Høiberg, Haahr, Larsen                              | 1967         | 13     | 9  | 42.25 |
| 18 | Canadá    | Shterenberg, Day, Baltgailis                        | 1907         | 13     | 9  | 41.25 |
| 19 | Colombia  | Guggenberger, Patiño, Gómez, Zapata                 | 1880         | 12     |    |       |
| 20 | Brasil    | Cardoso, Simonsen, Assunção, Snitkowsky             | 1807         | 11½    | 9  |       |
| 21 | Finlandia | Vuorenpää-Landry, Palasto, Pihlajamäki, Ristoja     | 1893         | 11½    | 8  |       |
| 22 | Escocia   | Houstoun, Hindle, Elder, McGhee                     | 1813         | 1      |    |       |
| 23 | Japón     | Watai, Takahashi, Nakagawa, Shibuta                 | 1802         | 6½     |    |       |
| 24 | México    | Maurá Denis, Camps de Ocampo, Escondrillas, Salazar | 1800         | 5½     |    |       |
| #  | País          | Jugadoras                                                                  | Elo promedio | Puntos | MP | S-B   |
| -- | ------------- | -------------------------------------------------------------------------- | ------------ | ------ | -- | ----- |
| 25 | Gales         | Garwell, Evans, Brunker, Watkins                                           | 1880         | 17½    |    |       |
| 26 | Islandia      | Torsteinsdóttir, Tráinsdóttir, Norðdahl, Samúelsdóttir                     | 1800         | 13½    |    |       |
| 27 | Venezuela     | García La Rosa, Casique, Arteaga, Niño del Táchira                         | 1800         | 12     |    |       |
| 28 | Bolivia       | Arias M., Zubieta S., Zubieta A. M., Arias D.                              | 1800         | 10½    | 7  | 34.25 |
| 29 | Uruguay       | De los Santos, Villar de Armas, Ferrari Frei, Fernández Lares              | 1800         | 10½    | 7  | 26.00 |
| 30 | Nueva Zelanda | Foster, Stretch, Barrowman, Davies                                         | 1800         | 10½    | 7  | 25.25 |
| 31 | Mónaco        | Fässler, Santoy, Haumeder, Fleureau                                        | 1800         | 5½     |    |       |
| 32 | Puerto Rico   | Castellón de Santana, Rodríguez Ramírez, Paniagua Torres, Landrau Laureano | 1800         | 4      |    |       |

### Final «A»
| N.º | País                | 1  | 2  | 3  | 4  | 5 | 6  | 7  | 8  |  | + | − | = | Puntos |
| --- | ------------------- | -- | -- | -- | -- | - | -- | -- | -- |  | - | - | - | ------ |
| 1   | Unión Soviética     | -  | 1½ | 2  | 2  | 3 | 3  | 2½ | 2  |  | 6 | 0 | 1 | 16     |
| 2   | Hungría             | 1½ | -  | 1½ | 2  | 2 | 1  | 1½ | 1½ |  | 2 | 1 | 4 | 11     |
| 3   | Alemania Occidental | 1  | 1½ | -  | 1½ | 2 | 1½ | 1½ | 2  |  | 2 | 1 | 4 | 11     |
| 4   | Yugoslavia          | 1  | 1  | 1½ | -  | 2 | 2½ | 2  | 1  |  | 3 | 3 | 1 | 11     |
| 5   | Polonia             | 0  | 1  | 1  | 1  | - | 3  | 2  | 2½ |  | 3 | 4 | 0 | 10½    |
| 6   | España              | 1  | 2  | 1½ | ½  | 0 | -  | 1½ | 3  |  | 2 | 3 | 2 | 8½     |
| 7   | Bulgaria            | ½  | 1½ | 1½ | 1  | 1 | 1½ | -  | 1½ |  | 0 | 3 | 4 | 8½     |
| 8   | Inglaterra          | 1  | 1½ | 1  | 2  | ½ | 0  | 1½ | -  |  | 1 | 4 | 2 | 7½     |

### Final «B»
| N.º | País           | 9  | 10 | 11 | 12 | 13 | 14 | 15 | 16 |  | + | − | = | Puntos |
| --- | -------------- | -- | -- | -- | -- | -- | -- | -- | -- |  | - | - | - | ------ |
| 9   | Suecia         | -  | 1½ | 2  | 2  | 2  | 2½ | 2  | 3  |  | 6 | 0 | 1 | 15     |
| 10  | Rumania        | 1½ | -  | 2  | 3  | 2  | 1  | 2½ | 3  |  | 5 | 1 | 1 | 15     |
| 11  | Países Bajos   | 1  | 1  | -  | 1½ | 2  | 2  | 1  | 1½ |  | 2 | 3 | 2 | 10     |
| 12  | Argentina      | 1  | 0  | 1½ | -  | 2  | 2  | 1½ | 1½ |  | 2 | 2 | 3 | 9½     |
| 13  | Francia        | 1  | 1  | 1  | 1  | -  | 2  | 2½ | 1  |  | 2 | 5 | 0 | 9½     |
| 14  | Estados Unidos | ½  | 2  | 1  | 1  | 1  | -  | 1  | 2½ |  | 2 | 5 | 0 | 9      |
| 15  | India          | 1  | ½  | 2  | 1½ | ½  | 2  | -  | 1  |  | 2 | 4 | 1 | 9½     |
| 16  | Australia      | 0  | 0  | 1½ | 1½ | 2  | ½  | 2  | -  |  | 2 | 3 | 2 | 7½     |

### Final «C»
| N.º | País      | 17 | 18 | 19 | 20 | 21 | 22 | 23 | 24 |  | + | − | = | Puntos |
| --- | --------- | -- | -- | -- | -- | -- | -- | -- | -- |  | - | - | - | ------ |
| 17  | Dinamarca | -  | 2  | 1½ | 1½ | 1  | 1½ | 3  | 2½ |  | 3 | 1 | 3 | 13     |
| 18  | Canadá    | 1  | -  | 2½ | 1½ | 3  | ½  | 2  | 2½ |  | 4 | 2 | 1 | 13     |
| 19  | Colombia  | 1½ | ½  | -  | 1½ | 1½ | 3  | 2½ | 1½ |  | 2 | 1 | 4 | 12     |
| 20  | Brasil    | 1½ | 1½ | 1½ | -  | 2  | 2  | 1½ | 1½ |  | 2 | 0 | 5 | 11½    |
| 21  | Finlandia | 2  | 0  | 1½ | 1  | -  | 1½ | 3  | 2½ |  | 3 | 2 | 2 | 11½    |
| 22  | Escocia   | 1½ | 2½ | 0  | 1  | 1½ | -  | 2  | 2½ |  | 3 | 2 | 2 | 11     |
| 23  | Japón     | 0  | 1  | ½  | 1½ | 0  | 1  | -  | 2½ |  | 1 | 5 | 1 | 6½     |
| 24  | México    | ½  | ½  | 1½ | 1½ | ½  | ½  | ½  | -  |  | 0 | 5 | 2 | 5½     |

### Final «D»
| N.º | País          | 25 | 26 | 27 | 28 | 29 | 30 | 31 | 32 |  | + | − | = | Puntos |
| --- | ------------- | -- | -- | -- | -- | -- | -- | -- | -- |  | - | - | - | ------ |
| 25  | Gales         | -  | 2  | 2½ | 1½ | 3  | 2½ | 3  | 3  |  | 6 | 0 | 1 | 17½    |
| 26  | Islandia      | 1  | -  | 2  | 1  | 2  | 2½ | 2  | 3  |  | 5 | 2 | 0 | 13½    |
| 27  | Venezuela     | ½  | 1  | -  | 2½ | 1½ | 2  | 2½ | 2  |  | 4 | 2 | 1 | 12     |
| 28  | Bolivia       | 1½ | 2  | ½  | -  | 1  | 1½ | 1½ | 2½ |  | 2 | 2 | 3 | 10½    |
| 29  | Uruguay       | 0  | 1  | 1½ | 2  | -  | 1  | 3  | 2  |  | 3 | 3 | 1 | 10½    |
| 30  | Nueva Zelanda | ½  | ½  | 1  | 1½ | 2  | -  | 2  | 3  |  | 3 | 3 | 1 | 10½    |
| 31  | Mónaco        | 0  | 1  | ½  | 1½ | 0  | 1  | -  | 1½ |  | 0 | 5 | 2 | 5½     |
| 32  | Puerto Rico   | 0  | 0  | 1  | ½  | 1  | 0  | 1½ | -  |  | 0 | 6 | 1 | 4      |

### Medallas individuales
- Tablero 1:  Maia Chiburdanidze 9/11 = 81.8%
- Tablero 2:  Nona Gaprindashvili 9½/11 = 86.4%
- Tablero 3:  Nana Alexandria 8/10 = 80%
- Reserva:  Elena Akhmilovskaya 10/10 = 100%